# عياض بن غنم
عِياضُ بن غَنْم الفِهْري القُرَشي (40 ق. هـ - 20 هـ / 583 - 641 م) صحابي أسلم قبل صلح الحديبية وكان قد شهدها أرسله الخليفة أبو بكر الصديق لفتح العراق وعمل تحت قيادة خالد في العراق ثم في الشام في حرب الروم. وكان مع أبي عبيدة بن الجراح في فتح شمال سوريا ويُنسَب إليه فتح حلب وإعزاز، وشهد اليرموك وكان من أمراء الكراديس فيها. وشهد بدرًا وأحدًا والخندق ونزل الشام. وفتح بلاد الجزيرة في أيام عمر وهو أول من اجتاز الدرب إلى الروم غازيا. وكان يقال له زاد الراكب لكرمه. توفى بالشام أو بالمدينة وهو ابن ستين سنة.

## نسبه
هو عِيَاض بن غَنْم بن زهير بن أبي شدَّاد بن ربيعة بن هِلال بن وُهَيب بن ضَبَّة بن الحارث بن فِهْر بن مالك بن النَّضْر بن كِنانة بن خُزَيمة بن مُدرِكة بن إلياس بن مُضَر بن نِزار بن مَعَدّ بن عدنان.
كنيته أبو سعد، وقيل: أبو سعيد.
عم: عياض بن زهير بن أبي شداد

## فتح الجزيرة
يأتي سبب فتح الجزيرة على أن أهلها وفيهم، طلبوا من ملك الروم إرسال الجنود إلى الشام ووعدوه بالمساعدة والمعاونة في حالة محاصرتهم للمسلمين بحوالي ثلاثين ألفًا. ولمَّا علم عمر بن الخطاب بموقف أهالي الجزيرة وتقديمهم المساعدة للروم، وعلم بكتاب أبي عبيدة بن الجراح بمحاصرة الروم ومعهم أهل الجزيرة لحمص، كتب إلى سعد بن ابي وقاص في الكوفة ليندب الناس مع القعقاع بن عمرو ويرسلهم فورًا إلى أهل الجزيرة، لأنهم الذين استثاروا الروم على أهل حمص.
وأمر عمر سعدًا ان يسرح عبد الله بن عبد الله بن عتبان إلى نصيبين ثم ليقصد حَرَّان والرُّها وأن يسرح الوليد بن عقبة على عرب الجزيرة من ربيعة وتنوخ، وأن يسرح عياض بن غنم، فإن كان قتال فأمرهم إلى عياض.
وعملًا بأوامر الخليفة وتعليماته جهز جيش الكوفة ثلاث حمَلات لفتح الجزيرة، قاد الحملة الأولى سهل بن عدي ووجهت لفتح الرقة، حيث تعيش قبائل مضر، وقاد الحملة الثانية عبد الله بن عتبان ووجهت لفتح نصيبين (عاصمة ربيعة)، وقاد الحملة الثالثة عقبة بن الوليد ووجهت لإخضاع الأجزاء الأخرى. وعين عياض بن غنم قائدًا عامًّا لهذه القوة لخبرته في شؤون هذه البلاد، فقد سبق له أن جاسَها.
انسحب أهل الجزيرة من محاصرة حمص وكانوا حوالي 30 ألف مقاتل ليعودوا إلى أراضيهم. وتمكن المسلمون من فك الحصار وهزيمة الروم، بعد الاتفاق السري مع مقاتلي قنسرين العرب الذين كانوا متحالفين مع الروم في الحصار، على أن يهربوا أمام المسلمين في بداية الهجوم.
وقاد عياض جيش المسلمين في معركة حلب ضد حاميتها الرومية. ولما توفي أبو عبيدة استخلفه بالشام على جميع فتوح الجزيرة، فأقرَّه عمر وقال: ما أنا بمبدِّل أميرًا أمَّرَه أبو عبيدة.
ولمَّا مات عياض بن غنم استخلف الخليفة عمر بن الخطاب على الشام سعيد بن عامر بن حذيم، وكان موت عياض سنة عشرين. وكان صالحًا فاضلًا سمحًا، وكان يسمَّى "زاد الركب"، يطعم الناس زاده، فإذا نفِدَ نحرَ لهم جمله.